# John Beresford (football)
Pour les articles homonymes, voir John Beresford et Beresford.
John Beresford est un footballeur anglais, né le 4 septembre 1966 à Sheffield. Évoluant au poste de latéral gauche, il est principalement connu pour ses saisons à Barnsley, Portsmouth, Newcastle United et Southampton, ainsi que pour avoir reçu 2 sélections en équipe d'Angleterre B.

## Biographie

### Carrière de joueur
Natif de Sheffield, son père, appelé aussi John, a aussi été footballeur professionnel à Chesterfield. On se souvient surtout de son passage à Newcastle United où son jeu porté à l'offensive collait parfaitement à l'esprit du club à l'époque. Il y formait un duo de latéraux très renommé avec son alter-ego du côté droit, Warren Barton.
Un des moments les plus marquants de sa carrière fut son doublé inscrit contre le Croatia Zagreb lors du tour de qualification de la Ligue des Champions 1997-98. Un autre moment qui l'a marqué fut son échec dans la séance de tirs au but en demi-finale de la FA Cup 1991-92 contre Liverpool alors qu'il jouait pour Portsmouth. D'ailleurs, à la fin de cette saison, il devait s'engager pour Liverpool mais son transfert ne se conclut pas au dernier moment, à cause d'un problème lors de la visite médicale. C'est grâce à ce transfert avorté au dernier moment que Kevin Keegan put l'engager pour les Magpies.
Recruté ensuite par Southampton pour concurrencer le titulaire habituel du poste, Francis Benali, il ne réussit pas à s'imposer et finit sa carrière en jouant pour des clubs non league.
Depuis lors, il s'est reconverti comme consultant, notamment sur ITV Tyne Tees et sur ESPN.

## Palmarès
- Newcastle United :
  - Champion de Division One : 1992-1993
  - Vice-champion de Premier League : 1995-96, 1996-1997
  - Finaliste de la FA Cup : 1997-1998